# 7. Flak-Division
A 7. Flak-Division (em português: Sétima Divisão Antiaérea) foi uma divisão de defesa antiaérea da Luftwaffe durante a Alemanha Nazi, que prestou serviço na Segunda Guerra Mundial. Foi formada a partir do Luftverteidigungskommando 7.

## Comandantes
- Heinrich Burchard - (1 de setembro de 1941 - 13 de fevereiro de 1942)[2]
- Rudolf Eibenstein - (21 de fevereiro de 1942 - 28 de fevereiro de 1943)[2]
- Heinrich Burchard - (1 de março de 1943 - 9 de julho de 1944)[2]
- Alfred Erhard - (1 de agosto de 1944 - 17 de abril de 1945)[2]